# 가미이마이역
가미이마이역(일본어: 上今井駅)은 일본 나가노현 나카노시에 위치한 동일본 여객철도 이야마 선의 철도역이다. 단선 승강장 1면 1선의 구조를 갖춘 지상역이다.

## 이용 현황
| 승차 인원 추이 | 승차 인원 추이 |
| 연도           | 1일 평균       |
| -------------- | -------------- |
| 2000           | 205            |
| 2001           | 210            |
| 2002           | 217            |
| 2003           | 224            |
| 2004           | 212            |
| 2005           | 209            |
| 2006           | 217            |
| 2007           | 217            |
| 2008           | 236            |
| 2009           | 235            |
| 2010           | 250            |
| 2011           | 244            |
| 2012           | 149            |
| 2013           | 148            |

## 역 주변
- 국도 제117호선
- 지쿠마강
- 가미신에쓰 자동차도 신슈나카노 나들목
- 스와 신사

## 역사
- 1921년 10월 21일 : 이야마 철도 주식회사의 역으로서 개업.
- 1944년 6월 1일 : 전시 중에 신에쓰 본선과 조에쓰 선의 우회 경로로서 매수 · 국유화되어, 국철 이야마 선의 역이 됨.
- 1982년 11월 1일 : 간이 위탁화.
- 1987년 4월 1일 : 일본국유철도 분할 민영화에 의해, 동일본 여객철도가 승계.
- 1995년
  - 7월 12일 : 집중 호우에 의해 이야마 선 전 노선 운행 중단.
  - 7월 18일 : 이야마 선 전 노선 운행 재개.
- 2014년 7월 31일 : 이 날을 기해서 간이 위탁 해제, 무인화.

## 인접 역
| 동일본 여객철도 이야마 선       | 동일본 여객철도 이야마 선 | 동일본 여객철도 이야마 선  |
| ------------------------------- | ------------------------- | -------------------------- |
| 다테가하나 나가노 · 도요노 방면 | ■ 이야마 선               | 가에사 에치고카와구치 방면 |